# Regia
Regia – jeden z najwcześniejszych budynków wzniesionych na Forum Romanum, pierwotnie siedziba królów rzymskich, w czasach późniejszych miejsce urzędowania Pontifex Maximus (Najwyższego Kapłana), który mieszkał na stałe w Domus Publicus. Spłonęła i została odbudowana w roku 148 p.n.e. i ponownie w 36 p.n.e. W wyniku budowy Świątyni Cezara zniknęła z Forum Romanum.